# Хунзахський район
Хунзахський район (ав. Хунзах' район) - муніципальний район в Дагестані, Росія.
Адміністративний центр - село Хунзах.

## Географія
Район розташований в центральній частині Дагестана і межує: з Гумбетовським, Ботліхським, Ахвахським, Шамільським, Гунібським, Гергебільським і Унцукульським (за напрямком: Північ-Захід-Південь-Схід) районами республіки. Площа території - 551,91 км².

## Історія
Аварський округ у складі Дагестанської області був утворений з Аварського ханства в 1864 році. У 1921 році увійшов до складу Дагестанської АРСР.
22 листопада 1928 року в Дагестанській АРСР було введено кантонне ділення і всі округи були скасовані.
Хунзахський кантон був перейменований в Хунзахський район 3 червня 1929 року.

## Населення
Національний склад
У районі проживають переважно аварці

## Економіка
Ведеться будівництво гірськолижного курорту Матлас .

## Екологічна обстановка в районі
Екологічна обстановка в районі сприятлива. Кількість важких металів НЕ привишает ГДК (гранично допустима концентрація), на території району процвітають лишайники, виходячи з чого можна зробити висновок про чистоту повітря, велика фотосинтетична площа, низький відсоток онкології по всьому району, вода відповідає всім вимогам безпеки. Також слід сказати про дбайливе ставлення хунзахців до біологічних багатств і екологічної різноманітності, завдяки якому вдалося зберегти природні популяції майже в незмінному вигляді.

## Мова
Завдяки великому числу дуже відомих письменників і поетів, а також «чистоти» мови Хунзахський діалект аварської мови став літературним.

## Пам'ятки
- Мочохське озеро
- Тобот
- Меморіальний Будинок-музей, в якому жив народний поет Дагестану Г.Цадасі
- Історико-краєзнавчий музей
- Аранінська фортеця - фортифікаційна споруда Х1Х століття
- «Матлас» (* в майбутньому один з п'яти найбільших курортів на Кавказі *)